# Émile Bouchès
Émile Bouchès (ur. 3 lipca 1896 w Maubeuge, zm. 12 czerwca 1946 tamże) – francuski gimnastyk, medalista olimpijski.
W 1920 r. reprezentował barwy Francji na letnich igrzyskach olimpijskich w Antwerpii, zdobywając brązowy medal w wieloboju drużynowym. 